# Osiedle Matylda (Wałbrzych)
Osiedle Matylda (niem. Fürstliche Colonie Bahnschacht, Mathildensiedlung) – robotnicze osiedle z końca XIX wieku w Wałbrzychu w południowo-zachodniej części miasta, w pobliżu centrum miasta.

## Położenie
Osiedle położone jest na niewielkim wzgórzu Matylda w centralnej części Kotliny Wałbrzyskiej pomiędzy dzielnicami Sobięcin, Gaj, a Wałbrzyskim Śródmieściem w obrębie ulicy Beethovena w pobliżu szybów byłej kopalni węgla kamiennego Wałbrzych.

## Opis
Osiedle Matylda to typowo osiedle górnicze minionej epoki. Górna część zabudowana jest blokami mieszkalnymi i budynkami publicznymi. Składało się z jedenastu trójkondygnacyjnych budynków mieszkalnych, z ceglanymi elewacjami, ustawionych w trzech rzędach równolegle do ulicy, w większości są to bloki 12-mieszkaniowe. Osiedle wybudowano według jednego typowego projektu architektonicznego, budowę osiedla ukończono na początku XX w.

## Historia
Osiedle Matylda zostało wybudowane na przełomie XIX/XX wieku na zalesionym wzgórzu Matylda (niem. Mathildenhöhe) nazwanym tak od imienia drugiej żony Jana Henryka XI Hochberga z Książa (hrabina Matylda Ursula zu Dohna-Schlobitten). Wzniesiono go dzięki subwencji Hochbergów koło szybu "Bolesław Chrobry" (niem. Bahnschacht) i największej koksowni w książańskim zespole kopalniano-przemysłowym oraz w sąsiedztwie drugiego szybu "Matylda" (niem. Mathildenschacht). Właściciele zakładów przemysłowych, na czele z Hochbergami, chcąc uniknąć niepokojów społecznych, próbowali rozwiązywać  problem mieszkaniowy budując osiedla  patronackie. Największy zespół mieszkaniowy, dla ok. 1000 mieszkańców, powstał na przełomie XIX i XX w. z inicjatywy księcia Henryka XI Hochberga nieco dalej od Śródmieścia. Osiedle mieszkaniowe Matylda przeznaczone było dla górników pracujących w kopalniach węgla kamiennego będących jego własnością. Przydział mieszkania stawał się swoistym środkiem gratyfikacji dla kadry i wyróżniających się pracowników. Wyizolowane osiedle zapewniało możliwość nadzoru także poza zakładem. Przed I wojną światową zamieszkiwało w nim około 1000 osób. Z chwilą upadku górnictwa węglowego i koksownictwa w Wałbrzychu w latach 90. XX wieku, osiedle straciło na znaczeniu stając się przede wszystkim osiedlem mieszkaniowym. W obecnym czasie jest osiedlem ciszy i spokoju wśród pokopalnianych hałd i reliktów po dawnej świetności przemysłowej.